# Бомбардировка на Сант Висенс де Калдерс
Бомбардировката на Сант Висенс де Калдерс е въздушна атака на железопътната гара в Сант Висенс де Калдерс, Каталуния, по време на Гражданската война в Испания. Тя е извършена на 8 октомври 1938 г. по заповед на националистическия режим на генерал Франсиско Франко от фашистката италианска Легионерска авиация.

## Обща информация
Бомбардировката от 8 октомври 1938 г. причинява от 40 до 60 смъртни случая и над 100 ранени, включително стъпкани в последвалото блъскане.
Атаката е извършена от един бомбардировач, който идва от над Средиземно море и удря цивилен пътнически влак, който току-що навлиза в гарата на път от Тарагона за Барселона. Унищожени са шест пътнически вагона. След като поразява целта си, самолетът заобикаля и започва да обстрелва.